# Platycleis vicheti
Platycleis vicheti är en insektsart som först beskrevs av Delmas och Rambier 1950.  Platycleis vicheti ingår i släktet Platycleis och familjen vårtbitare. Inga underarter finns listade i Catalogue of Life.